# Libin
Libin è un comune belga di 4 655 abitanti, situato nella provincia vallona del Lussemburgo.